# Profvoetballer van het Jaar 2013
De uitreiking van de Belgische trofee voor Profvoetballer van het Jaar 2013 vond plaats op 17 mei 2013. De overige hieronder genoemde trofeeën werden enkele dagen eerder uitgereikt.
De Colombiaanse spits Carlos Bacca van Club Brugge werd voor de eerste maal verkozen tot Profvoetballer van het Jaar. Silvio Proto van RSC Anderlecht werd voor de derde keer Keeper van het Jaar en Francky Dury werd voor de tweede keer uitgeroepen tot Trainer van het Jaar. Jérôme Efong Nzolo, ten slotte, werd voor de vierde keer tot Scheidsrechter van het Jaar gekroond.

## Profvoetballer van het Jaar

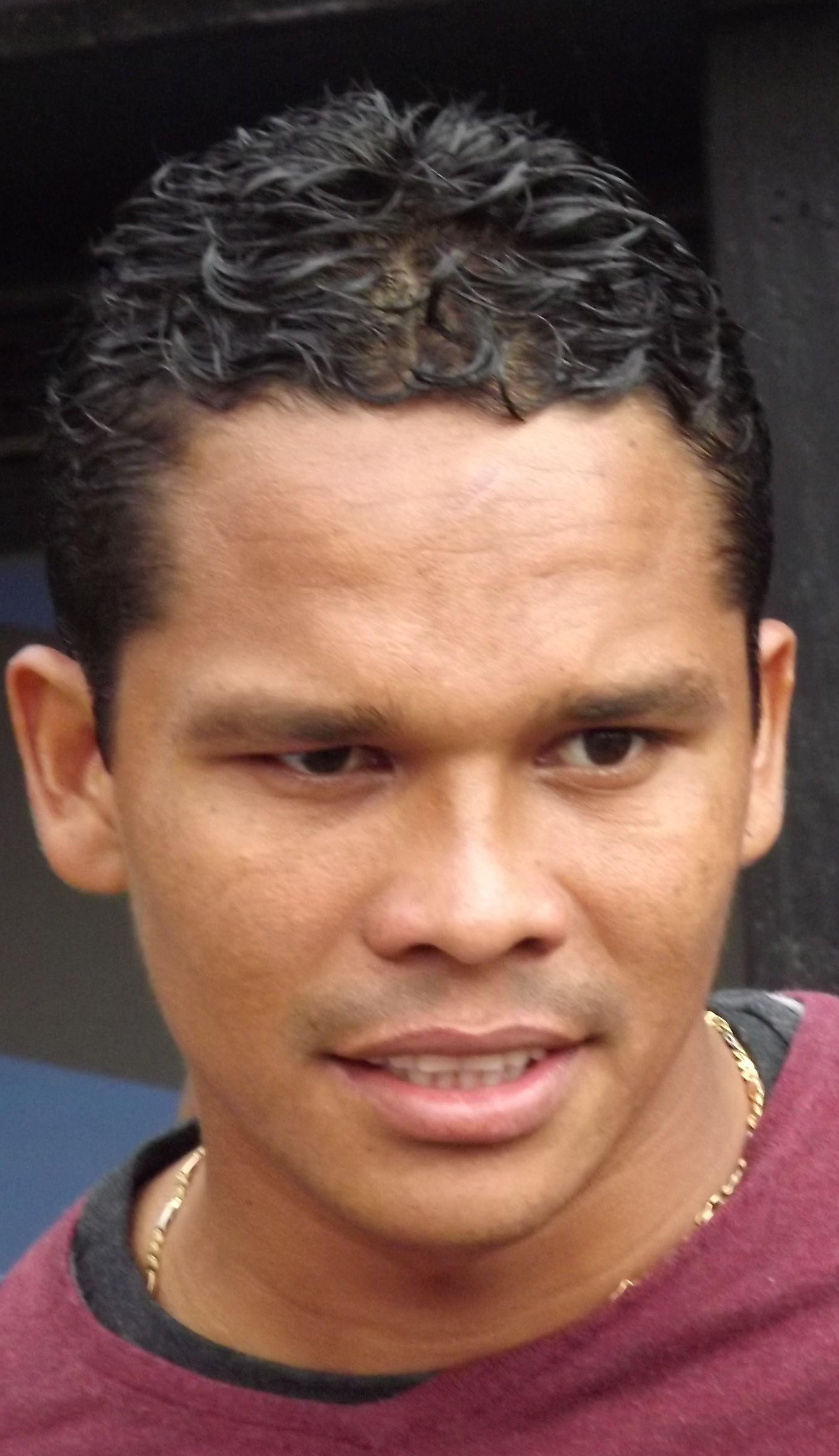
Carlos Bacca.

De Colombiaanse goalgetter Carlos Bacca streek in januari 2012 neer in België. Hij sloot zich aan bij Club Brugge, waar hij het aanvankelijk moeilijk had om zich door te zetten. Maar in het seizoen 2012/13 toonde hij zich van zijn meest trefzekere kant. In geen tijd werd hij een onmisbare pion. Een jaar na zijn komst in België eindigde hij al in de top 10 van de Gouden Schoen. Op 17 mei 2013 mocht hij als eerste Colombiaan de trofee voor Profvoetballer van het Jaar in ontvangst nemen.

### Uitslag
| Nr. | Land                    | Winnaar           | Club             | Ptn. |
| --- | ----------------------- | ----------------- | ---------------- | ---- |
| 1.  | Vlag van Colombia       | Carlos Bacca      | Club Brugge      | 382  |
| 2.  | Vlag van Congo-Kinshasa | Dieumerci Mbokani | RSC Anderlecht   | 303  |
| 3.  | Vlag van België         | Maxime Lestienne  | Club Brugge      | 246  |
| 4.  | Vlag van Frankrijk      | William Vainqueur | Standard Luik    | 230  |
| 5.  | Vlag van België         | Jelle Vossen      | KRC Genk         | 148  |
| 6.  | Vlag van Frankrijk      | Franck Berrier    | SV Zulte Waregem | 140  |
| 7.  | Vlag van Argentinië     | Lucas Biglia      | RSC Anderlecht   | 114  |
| 8.  | Vlag van België         | Thorgan Hazard    | SV Zulte Waregem | 93   |
| 9.  | Vlag van België         | Ilombe Mboyo      | AA Gent          | 59   |
| 10. | Vlag van Senegal        | Mbaye Leye        | SV Zulte Waregem | 58   |

## Keeper van het Jaar

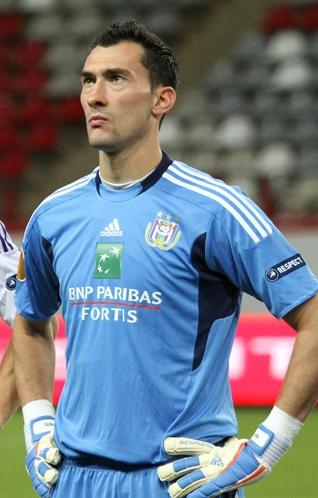
Silvio Proto.

Silvio Proto werd op 15 mei 2013 voor de derde keer verkozen als Keeper van het Jaar. De keeper van RSC Anderlecht won de trofee al eens in 2005 en 2012. Hij doet daarmee even goed als gewezen Standard-doelman Vedran Runje.

### Uitslag
| Nr. | Land                 | Winnaar             | Club                | Ptn. |
| --- | -------------------- | ------------------- | ------------------- | ---- |
| 1.  | Vlag van België      | Silvio Proto        | RSC Anderlecht      | 807  |
| 2.  | Vlag van België      | Sammy Bossut        | SV Zulte Waregem    | 230  |
| "   | Vlag van Ivoorkust   | Barry Boubacar Copa | KSC Lokeren         | 230  |
| 4.  | Vlag van Hongarije   | László Köteles      | KRC Genk            | 185  |
| 5.  | Vlag van Zuid-Afrika | Darren Keet         | KV Kortrijk         | 180  |
| 6.  | Vlag van Servië      | Vladan Kujović      | Club Brugge         | 175  |
| 7.  | Vlag van Japan       | Eiji Kawashima      | Standard Luik       | 154  |
| 8.  | Vlag van Frankrijk   | Parfait Mandanda    | Sporting Charleroi  | 113  |
| 9.  | Vlag van België      | Logan Bailly        | Oud-Heverlee Leuven | 100  |
| 10. | Vlag van België      | Frank Boeckx        | AA Gent             | 79   |

## Trainer van het Jaar

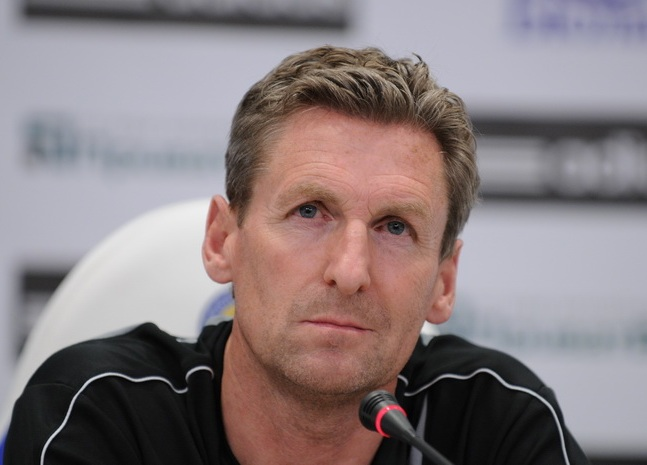
Francky Dury.

In 2006 werd Francky Dury voor het eerst uitgeroepen tot Trainer van het Jaar. Toen loodste hij promovendus Zulte Waregem naar de beker en Europees voetbal. Na een mislukte stap hogerop bij AA Gent in 2010, keerde Dury in 2011 terug naar Zulte Waregem, dat toen in degradatienood verkeerde. De West-Vlaamse club plaatste zich een seizoen later voor play-off I en maakte het daarin elke topclub moeilijk. Op 13 mei 2013 werd hij voor de tweede keer verkozen tot Trainer van het Jaar met een monsterscore van 1.003 punten.

### Uitslag
| Nr. | Land               | Winnaar             | Club               | Ptn.  |
| --- | ------------------ | ------------------- | ------------------ | ----- |
| 1.  | Vlag van België    | Francky Dury        | SV Zulte Waregem   | 1.003 |
| 2.  | Vlag van België    | Peter Maes          | KSC Lokeren        | 316   |
| 3.  | Vlag van Roemenië  | Mircea Rednic       | Standard Luik      | 274   |
| 4.  | Vlag van Nederland | John van den Brom   | RSC Anderlecht     | 240   |
| 5.  | Vlag van Nederland | Mario Been          | KRC Genk           | 189   |
| 6.  | Vlag van België    | Enzo Scifo          | RAEC Mons          | 101   |
| 7.  | Vlag van Spanje    | Juan Carlos Garrido | Club Brugge        | 82    |
| 8.  | Vlag van België    | Yannick Ferrera     | Sporting Charleroi | 66    |
| 9.  | Vlag van België    | Hein Vanhaezebrouck | KV Kortrijk        | 64    |
| 10. | Vlag van België    | Glen De Boeck       | Waasland-Beveren   | 59    |

## Scheidsrechter van het Jaar
Jérôme Efong Nzolo werd op 14 mei 2013 voor de vierde keer uitgeroepen tot Scheidsrechter van het Jaar. Hij won de prijs eerder in 2007, 2008 en 2009. De Gabonees-Belgische scheidsrechter won met het kleinste verschil ooit.

### Uitslag
| Nr. | Land                             | Winnaar              | Ptn. |
| --- | -------------------------------- | -------------------- | ---- |
| 1.  | Vlag van Gabon · Vlag van België | Jérôme Efong Nzolo   | 381  |
| 2.  | Vlag van België                  | Sébastien Delferière | 368  |
| 3.  | Vlag van België                  | Johan Verbist        | 260  |
| 4.  | Vlag van België                  | Joeri Van de Velde   | 218  |
| 5.  | Vlag van België                  | Serge Gumienny       | 200  |
| 6.  | Vlag van België                  | Laurent Colemonts    | 174  |
| 7.  | Vlag van België                  | Luc Wouters          | 133  |
| 8.  | Vlag van België                  | Tim Pots             | 127  |
| 9.  | Vlag van België                  | Peter Vervecken      | 108  |
| "   | Vlag van België                  | Alexandre Boucaut    | 108  |